# Рутина Веслі
Рутина Веслі (англ. Rutina L. Wesley; народ. 1 лютого 1979 року, Лас-Вегас, США) — американська кіно-, теле-і сценічна акторка. Найбільш відома роллю Тари Торнтон в телесеріалі HBO «Реальна кров».

## Біографія
Народилася і виросла у Лас-Вегасі, Невада. Її батько, Айвер Вілер, професійний танцюрист чечітки, а мати, Кассандра Веслі, була статисткою. Рутина відвідувала школу при Лас-Вегаській академії міжнародного навчання, сценічних та візуальних мистецтв. Вона вчилася танцювати при Simba Studios and the West Las Vegas Arts Center. Далі вступила в University of Evansville в Індіані. Після отримання ступеня бакалавра в галузі сценічного мистецтва бабуся Рутини запропонувала їй закінчити курси медсестер, але вона вирішила продовжити освіту. Веслі вступила у Джульярдську школу у 2001 і закінчила її в травні 2005 року, провівши одне літо в Королівській академії драматичного мистецтва.

## Кар'єра
У грудні 2006 року Веслі запрошена у бродвейську постановку Девіда Хеа «The Vertical Hour». У 2007 вона також з'являлася на сцені The Public Theater у Нью-Йорку в п'єсі «In Darfur» Вінтера Міллера, де грали Гізер Раффі, Аарон Лор та інші.
У Веслі була маленька роль у 2005 році у фільмі «Правила знімання: Метод Хітча», але її вирізали в кінцевому підсумку. Зрештою дебютувала на великому екрані у 2007 році головною роллю у фільмі британського режисера Єна Ікбала Рашида «Як вона рухається» про дівчину, яка не може дозволити собі навчання у приватній медичній школі і бере участь в танцювальному конкурсі, щоб виграти великий грошовий приз. Перед зйомками в цьому фільмі Веслі пройшла п'ятитижневу танцювальну підготовку.
У 2007 році пройшла проби на роль Тари Торнтон у новий серіал Алана Болла «Реальна кров», який вибрав її, тому що «вона була першою людиною, яка показала вразливі сторони Тари». Крім того, зіграла епізод в серіалі «4исла» і озвучила низку епізодів в мультсеріалах «Генератор Рекс» та «Шоу Клівленда».
У 2011 році вийшов драматичний фільм «California Winter» за участю Веслі.
Була двічі номінована в складі команди серіалу «Реальна кров» як «Найкращий акторський склад»: у 2009 році — Scream, у 2010 році — Премія Гільдії кіноакторів США.

## Особисте життя
Була одружена з актором Джейкобом Фішелом (2005—2013).
Є відкритою бісексуалкою.

## Фільмографія
| Рік       |    | Українська назва            | Оригінальна назва       | Роль                  |
| --------- | -- | --------------------------- | ----------------------- | --------------------- |
| 2007      | ф  | Як вона рухається           | How She Move            | Райя Грін             |
| 2008      | с  | 4исла                       | Numb3rs                 | Сара / Дженні Каладро |
| 2009      | мс | Шоу Клівленда               | The Cleveland Show      | Іветт                 |
| 2010      | с  | Крапля реальної крові       | A Drop of True Blood    | Тара Торнтон          |
| 2010—2011 | мс | Генератор Рекс              | Generator Rex           | Кенвін Джонс          |
| 2008—2014 | с  | Реальна кров                | True Blood              | Тара Торнтон          |
| 2011      | ф  | Каліфорнійська зима         | California Winter       | Марсі                 |
| 2013      | ф  |                             | The Championship Rounds | Тіна                  |
| 2014      | ф  | Останній вік-енд            | Last Weekend            | Нора                  |
| 2014      | ф  | 13 гріхів                   | 13 Sins                 | Шелбі                 |
| 2015      | с  | Ганнібал                    | Hannibal                | Риба Макклейн         |
| 2015      | с  | Ідеальний хлопець           | The Perfect Guy         | Алісія                |
| 2016—2022 | с  | Королева цукрових плантацій | Queen Sugar             | Нова Борделон         |